# بخور مريم كيليكية
بخور مريم كيليكية أو سُكَع كيليكية هو نوع من النباتات المعمرة المزهرة في الفصيلة الربيعية .  موطنها الغابات الصنوبرية ذات ارتفاع 700–2,000 م (2,300–6,600 قدم) في جبال طوروس جنوب تُركِيَّة.

## التأثيل
اسم النوع هو نعت قيليقية، اسم قديم لمنطقة في جنوب شرق تركيا. 

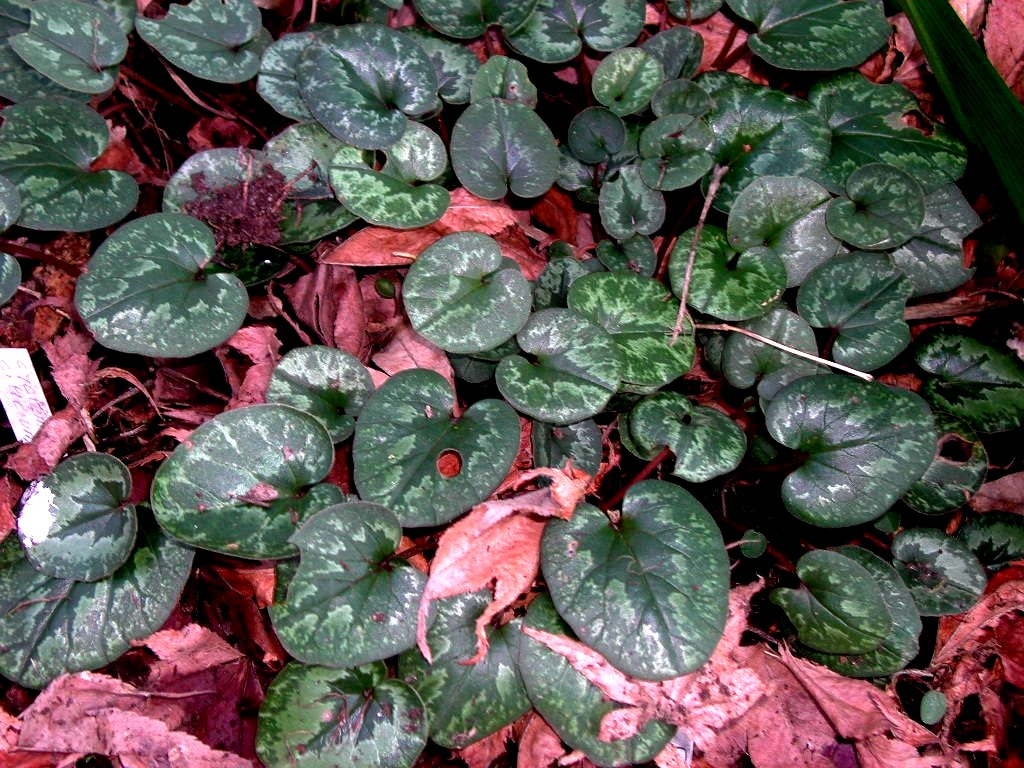
أوراق